# Сургутанов, Михаил Григорьевич
Михаил Григорьевич Сургутанов (18.2.1924, Тюмень — 13.4.1988, Свердловск) — пилот геологоразведочной экспедиции, лауреат Ленинской премии (1957).

## Биография
Родился в Тюмени в семье служащих.
Перед войной учился в металлургическом техникуме. С сентября 1941 года служил в РККА (призван Свердловским горвоенкоматом).
Окончил Курганскую авиатехническую школу (1942), участвовал в боевых действиях в составе Прибалтийского фронта, младший лейтенант. Награждён орденом Красной Звезды (17.10.1944), медалью «За оборону Ленинграда» (1944), орденом Отечественной войны 2 степени (06.04.1985).
С декабря 1945 года пилот Уральского геологического управления (Свердловск). В 1947—1952 был приписан к Аятской геологоразведочной экспедиции.
18 февраля 1949 года пролетая на малой высоте на самолете ПО-2 над урочищем «Сарбай» обратил внимание на странное поведение компаса и сообщил об этом геологам. Был признан первооткрывателем Сарбайского железорудного месторождения и в 1957 году награждён Ленинской премией.
В последующем работал пилотом аэропорта Кольцово.
Скончался 13 апреля 1988 года. Похоронен на Лесном кладбище Екатеринбурга.